# Richard Gans
Richard Martin Gans (Hamburgo, 7 de marzo de 1880-City Bell, 27 de junio de 1954) fue un físico alemán de origen judío.

## Biografía

### Primeros años
Nació el 7 de marzo de 1880, en Hamburgo. Era uno de los seis hijos del matrimonio formado por Martin Philipp Gans (comerciante) y Johanna Juliette Gans, de soltera Behrens.
Estudió ingeniería eléctrica en la Universidad de Hannover, luego matemáticas y física en la Universidad de Estrasburgo, donde fue alumno, entre otros, de Jonathan Zenneck, Emil Cohn y del matemático Heinrich Weber.
En 1901 obtuvo el doctorado cum laude en la Universidad de Estrasburgo siendo su supervisor Karl Ferdinand Braun.

### Trayectoria
Entre 1903 y 1908 fue profesor en la Universidad de Tubinga, donde construyó los primeros etalones magnéticos para campos de hasta unos 1000 oersteds y desarrolló un método de precisión para la determinación de campos absolutos, junto a Paul Gmelin.
De 1908 a 1912 fue profesor en la Universidad de Estrasburgo.
Entre 1912 y 1925 fue profesor de física en la Universidad de La Plata (Argentina), donde llevó a cabo la creación del Instituto de Física de la universidad, del que fue su primer director.
En 1925 Gans regresó a Alemania, donde fue profesor de física teórica en el Segundo Instituto de Física de la Universidad de Königsberg (capital de Prusia Oriental, actualmente Kaliningrado (Rusia)). En esa época centró sus investigaciones en el magnetismo, sobre todo, la magnetización a nivel cristalino y molecular.
En diciembre de 1935, debido a las leyes de Núremberg, tuvo que mudarse a Berlín, donde obtuvo un puesto como asistente de investigación en el Instituto de Investigación AEG.
En 1938, Gans participó junto con Emil Cohn, George Jaffé, Leo Graetz, Walter Kaufmann y otros físicos judíos en una protesta contra el nacionalsocialismo. Con la ayuda de varios amigos, entre ellos Walther Gerlach y J. Hans D. Jensen, quienes desempeñaban un papel clave en el Consejo de Investigación del Reich, Gans pudo escapar de la persecución nazi.
En 1947 regresó a Argentina donde empezó a trabajar en la Universidad de La Plata en la que ya estuvo trabajando en 1912 y en la que volvió a dirigir el Instituto de Física, creado por él en la etapa anterior y donde desarrolló la tecnología radiofónica.
Entre sus líneas de investigación se encuentran la dispersión de la luz en partículas suspendidas microscópicas (efecto Tyndall), en gases y líquidos ultrapuros, también estudió y perfeccionó la teoría del movimiento browniano, la actividad óptica, la difusión en líquidos y los fenómenos electro-ópticos de Einstein y Marian Smoluchowski.
Desarrolló la ley de permeabilidad reversible, introduciendo el concepto de permeabilidad residual.
Estudió y desarrolló la Aproximación WKB.
Desarrolló la fórmula que relaciona el grado de despolarización y el Efecto Kerr para partículas coloidales.